# ダワンド・ジョーンズ
ダワンド・ジョーンズ（Dawand Jones, 2001年8月6日 - ）は、アメリカ合衆国インディアナ州インディアナポリス出身のプロアメリカンフットボール選手。NFLのクリーブランド・ブラウンズに所属している。ポジションはオフェンシブタックル。

## 経歴

### カレッジ
オハイオ州立大学では2年目の2020年シーズンから先発に定着した。
2021年シーズンはオールビッグ10セカンドチームに選出された。シーズン終了後、2022年のNFLドラフトにアーリーエントリーせず、大学に残留することを発表した。
2022年シーズンはオールアメリカンファーストチーム、オールビッグ10セカンドチームに選出された。

### クリーブランド・ブラウンズ
| 6 ft 8+1⁄4 in (204 cm) | 374 lb (170 kg) | 36+3⁄8 in (92 cm) | 11+5⁄8 in (30 cm) | 5.35 s | 1.92 s | 3.05 s |
| Sources:               |                 |                   |                   |        |        |        |

2023年のNFLドラフトにて、全体111位でクリーブランド・ブラウンズから指名され、その後ルーキー契約を結んだ。